# Acquafondata
Acquafondata (Acuaf'ûnnàta in dialetto locale) è un comune italiano di 250 abitanti della provincia di Frosinone nel Lazio.
In provincia è il comune con il minor numero di abitanti. Centro agricolo e turistico del versante meridionale delle Mainarde, confina con il Molise. Per il legame che lo unisce al tradizionale strumento a fiato del mondo pastorale è stato definito: "il borgo della zampogna"

## Geografia fisica

### Territorio

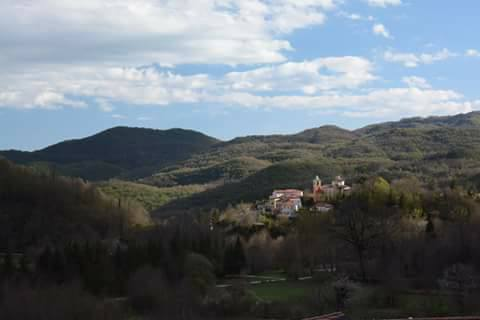
Casalcassinese nella sua vallata

Situato al centro di una vallata e circondato dai monti della Meta, il centro abitato è posto a 926 m s.l.m., su un poggio calcareo dominato dal Monte Monna Casale, (1395 m s.l.m.) nell'area meridionale delle Mainarde. La vallata, fertile per la produzione di patate e legumi, è il fondo prosciugato dell'antico lago di Acquafondata donde il borgo trae il suo toponimo. L'opera di bonifica, attraverso la realizzazione di un traforo per lo scolo delle acque insalubri e stagnati, ha inizio nel 1882 e vede il compimento nel 1901.
Nei pressi della frazione di Casalcassinese si trovano le sorgenti del torrente Rava, che scorre verso sud-est, in direzione di Pozzilli nel Molise, prima di confluire nel fiume San Bartolomeo, (uno degli affluenti del Volturno).

### Clima
Il clima di Acquafondata è influenzato dalla particolare posizione dell’abitato, a 914 metri di altezza, e dalla caratteristica climatica propria dell’Appennino centro-meridionale; mediamente temperato, il clima è caratterizzato da inverni più lunghi e piovosi rispetto alle estati. La temperatura media annuale di Acquafondata è 11,2 °C.
816 mm è la piovosità media annuale.
Nel mese più caldo dell’anno, in agosto, la temperatura media è di 20,3 °C mentre a gennaio, il mese più freddo, la temperatura media è di 3,1 °C.
Il mese meno piovoso è luglio, con circa 35 mm di pioggia. Novembre invece è il mese con maggiori precipitazioni, con una media di 111 mm.
Gli inverni di Acquafondata possono essere caratterizzati da precipitazioni a carattere nevoso. Tra le temperature minime registrate dopo la nevicata del 2012, sono degni di nota i -12 gradi dell'ondata di freddo del gennaio 2017.
La primavera ad Acquafondata arriva almeno con un mese di ritardo rispetto alle zone di pianura, condizionando i cicli del lavoro dei campi, della fioritura degli alberi e della produzione degli ortaggi. La differenza climatiche con la collina e la pianura non favorisce infatti la coltivazione di specie che sono invece peculiari dei centri limitrofi, quali ad esempio l’ulivo e la vite.
I mesi da giugno ad agosto sono i più gradevoli per il clima piacevole e fresco, per il basso tasso di umidità e per la buona qualità dell’aria che fanno di Acquafondata la meta di quanti lasciano le città torride, anche soltanto per un fine settimana, alla ricerca di ristoro.

## Origini del nome
Il toponimo Acquafondata deriva dall'espressione latina: Aqua fundata che indica "acqua che precipita, che scorre verso il basso". Trae origine dall'antico lago che occupava la vallata sottostante il centro abitato e che andava a formare il torrente Rava, scorrendo velocemente, appunto, verso il versante molisano. Il lago è stato prosciugato con la bonifica del 1901. 

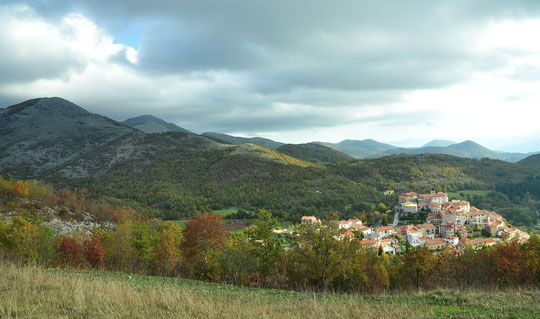
Acquafondata tra le cime dei Monti della Meta, all'orizzonte la catena del Matese

## Storia

### Alto Medioevo: fondazione e opera Benedettina
Nel 744 d.C., Gisulfo II, duca longobardo di Benevento donò dei territori al monastero di Montecassino dando inizio alla signoria monastica della Terra di san Benedetto. Tale donazione fu confermata successivamente da scritti imperiali e regi, fra cui quello del 928 del principe longobardo Atenolfo II che ne fissava i confini e che citava, tra le altre, la località di Acquafondata: "inde vadit Aquafundatam…". La località era quindi così denominata ancor prima della costruzione del castello e dell'insediamento degli abitanti. Il nome del luogo è antecedente all'abitato.
Un primo castello fu edificato nell'alto Medioevo, tra il 1017 e il 1022 dai conti di Venafro i quali reclamavano la proprietà del territorio; la contea di Venafro, infatti, era in lotta per la definizione dei suoi confini, in contrastato con la vicina Montecassino, che faceva invece appello alle suddette donazioni Longobarde. La costruzione arbitraria dei conti venafrani fu "distrutta dalla fondamenta" dalle truppe normanne al soldo dell'abate Atenolfo. Nel 1089 Montecassino finì per acquisire la piena signoria del castello, nel frattempo ricostruito, grazie al definitivo atto di donazione all'abate Oderisio, da parte del conte venafrano Ugo Morino.
I Benedettini furono abili nel portare avanti il loro progetto di popolamento, disboscando e mettendo a coltura il territorio. Montecassino incrementò il popolamento dell'area per mezzo di coloni provenienti dalla Marsica, dall'Abruzzo e dal Molise. Acquafondata era proprietà dell’abbazia cassinese e i terreni venivano concessi con un contratto livellare per ventinove anni in cambio di un canone, di donativi o servizi. La comunità di Acquafondata, entrata a far parte della Terra di San Benedetto, riesce a prosperare e rifiorire, soprattutto dopo il disastroso terremoto del Cassinate del 1349.

### Settecento e Ottocento
(abate Francesco Sacco, Dizionario geografico-istorico-fisico del Regno di Napoli, 1795)

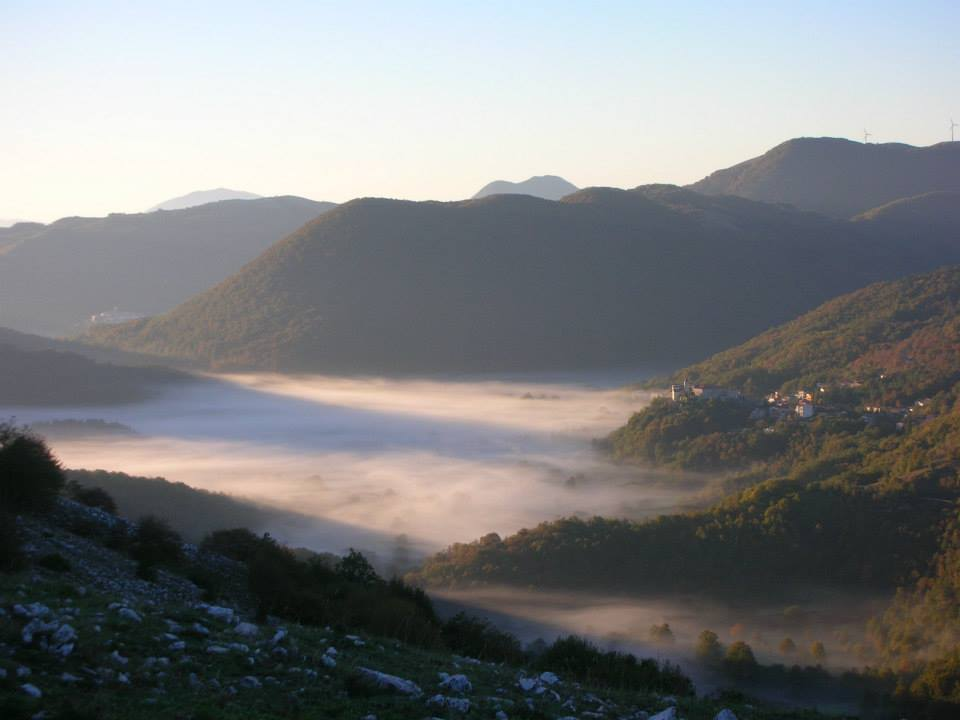
Acquafondata, panorama mattutino, la nebbia si alza dal fondo del lago prosciugato.

Nei periodi dell'occupazione francese (1799) Acquafondata subì saccheggi e devastazioni da parte dell'esercito napoleonico. Nel territorio passò la banda del patriota Gaetano Mammone che lottava per liberare il Regno di Napoli dagli invasori francesi. Nel settembre del 1806 un importante scontro, documentato da numerose fonti dell'epoca, si combatté presso le "gole" di Acquafondata: l'esercito francese, guidato dal generale Hugo, era all'inseguimento del guerrigliero e patriota "fra Diavolo", sfuggito alla cattura presso Sora; ad Acquafondata fra Diavolo riuscì a bloccare l'avanzata degli invasori francesi (che avevano seminato atrocità e devastazioni in tutto il cassinate e il basso Lazio) favorito da un improvviso acquazzone che deflagrò nella notte. Al mattino seguente i francesi persero le tracce di fra Diavolo il quale, attraverso sentieri montani e camminando nel letto dei ruscelli, raggiunse gli Abruzzi facendo perdere le sue tracce.
Sempre nel 1806, a seguito della legge dell'eversione della feudalità, Acquafondata termina il suo rapporto plurisecolare con la Terra di San Benedetto ed entra sotto la diretta giurisdizione del Regno di Napoli.

### Brigantaggio post-unitario

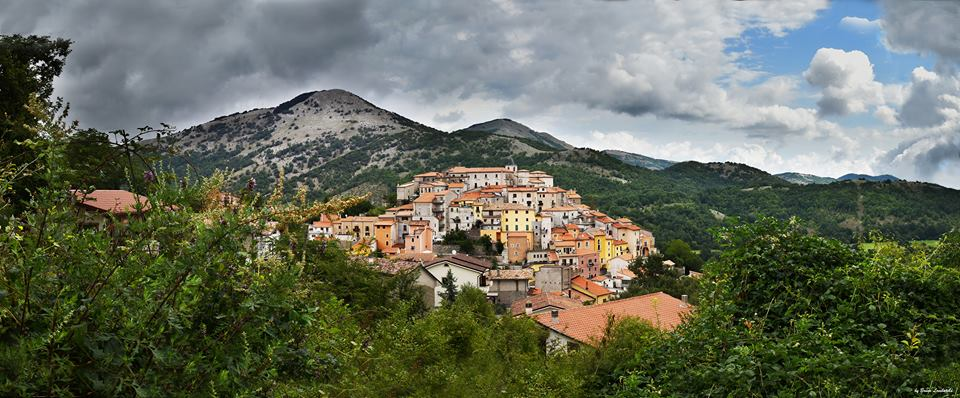
Acquafondata, panorama

Dopo il 1860, con l'Unità d'Italia, il territorio fu luogo di eventi legati al brigantaggio, alcuni degli stessi abitanti dei centri di Acquafondata e Casalcassinese aderirono volontariamente tra le file della banda di Domenico Fuoco; si ricordano il chierico Antonio Gentile, che ricopriva il ruolo di furiere della banda e Giuseppa Di Meo, amante del Fuoco. La presenza di briganti originari del paese, tuttavia, non era utile a risparmiare dalla violenza e dalle scorrerie da parte delle bande armate; degno di nota fu il saccheggio del villaggio di Acquafondata subìto il 22 ottobre del 1863. Non di rado le silenziose, isolate e pacifiche contrade del territorio si trovarono teatro di scontri sanguinosi. Importante fu lo scontro del 22 novembre 1866 presso Casalcassinese tra una pattuglia della locale Guardia Nazionale e le bande riunite di Domenico Fuoco e di Cannone (complessivamente circa 60 briganti). I rivoltosi uccisero due ufficiali e vennero poi attaccati da una pattuglia di rinforzo formata della Guardia Nazionale di Filignano, da alcuni Carabinieri e da soldati del 39º fanteria; la banda fu costretta a disperdersi. Il brigantaggio rimase attivo nella zona ancora fino a molti anni dopo la Legge Pica.

### Comune riunito
Per Regio Decreto di G. Murat, la comunità di Acquafondata diventa parte del nuovo Comune di Viticuso-Acquafondata-Casalcassinese, perdendo la propria autonomia e tale resterà anche dopo la restaurazione dei Borboni nel 1816 fino all'annessione nel Regno di Napoli. Acquafondata recupera la sua autonomia, legata amministrativamente con Casalcassinese, con la legge n. 254 del 26.06.1902.
Nel 1927, con la creazione di un toponimo ex novo -Montellittorio- Acquafondata rischia di perdere di nuovo la sua autonomia. Il tentativo, comunque, non ebbe alcun seguito. A seguito del riordino delle circoscrizioni provinciali, stabilito dal regio decreto n. 1 del 2 gennaio 1927, per volontà del governo fascista, quando venne istituita la provincia di Frosinone, Acquafondata passò dalla provincia di Caserta a quella di Frosinone.

### Seconda guerra mondiale
Per la sua collocazione geografica tra il Lazio e il Molise, si ritrovò lungo la Linea Gustav. Il suo territorio divenne teatro di violenti combattimenti fra gli eserciti tedeschi e Alleati, e nel 1944 il paese venne quasi distrutto. A ricordo delle azioni militari, reduci francesi e polacchi, rispettivamente, hanno innalzato monumenti alla memoria dei loro caduti.

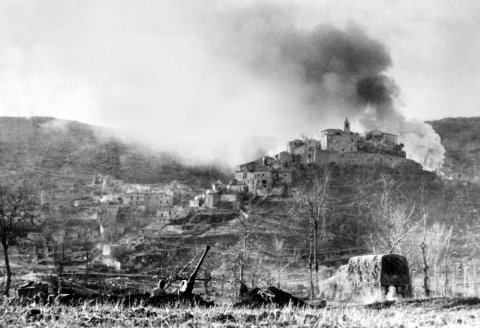
Acquafondata nel vortice della seconda guerra mondiale

La liberazione di Acquafondata avvenne il 12 gennaio del 1944 ad opera delle truppe francesi che sfondarono dal lato di Venafro. Alla liberazione contribuirono, con informazioni molto preziose, quattro acquafondatari: il tenente d'artiglieria Agostino Papa, Romano Neri, Domenico Neri e Domenico Mancone. Nel 1944, infatti, Acquafondata era occupata dai tedeschi che presidiavano la Linea Gustav sul versante di Cassino e la Linea Reinhard sul versante molisano. I bombardamenti e i cannoneggiamenti, da parte degli Alleati, erano frequenti, soprattutto di notte: la popolazione civile conviveva con distruzione e morte. Per porre fine alle devastazioni i quattro giovani, che si erano resi conto dell'inefficacia delle azioni militari degli Alleati, decisero di far giungere al comando francese, presso Venafro, le informazioni utili ad effettuare attacchi mirati. L'unica via per passare il fronte e raggiungere gli Alleati era il traforo costruito agli inizi del secolo per la bonifica del lago di Acquafondata. Passando nottetempo attraverso il tunnel e percorrendo il letto del torrente Rava, i quattro raggiunsero Venafro alle prime luci dell'alba, affrontando i bombardamenti e le mine. Gli Alleati li considerarono inizialmente delle spie, ma in seguito credettero alle informazioni sulla consistenza delle truppe tedesche e l'ubicazione dei capisaldi, informazioni che tornarono utilissime al Comando Francese per sferrare l'attacco del 12 gennaio del 1944 che liberò Acquafondata dall'occupazione tedesca. Questo atto d'eroismo, in seguito, è valso ai due sopravvissuti, Romano Neri e Domenico Mancone, il riconoscimento della Presidenza della Repubblica che ha conferito loro il titolo di cavaliere. 

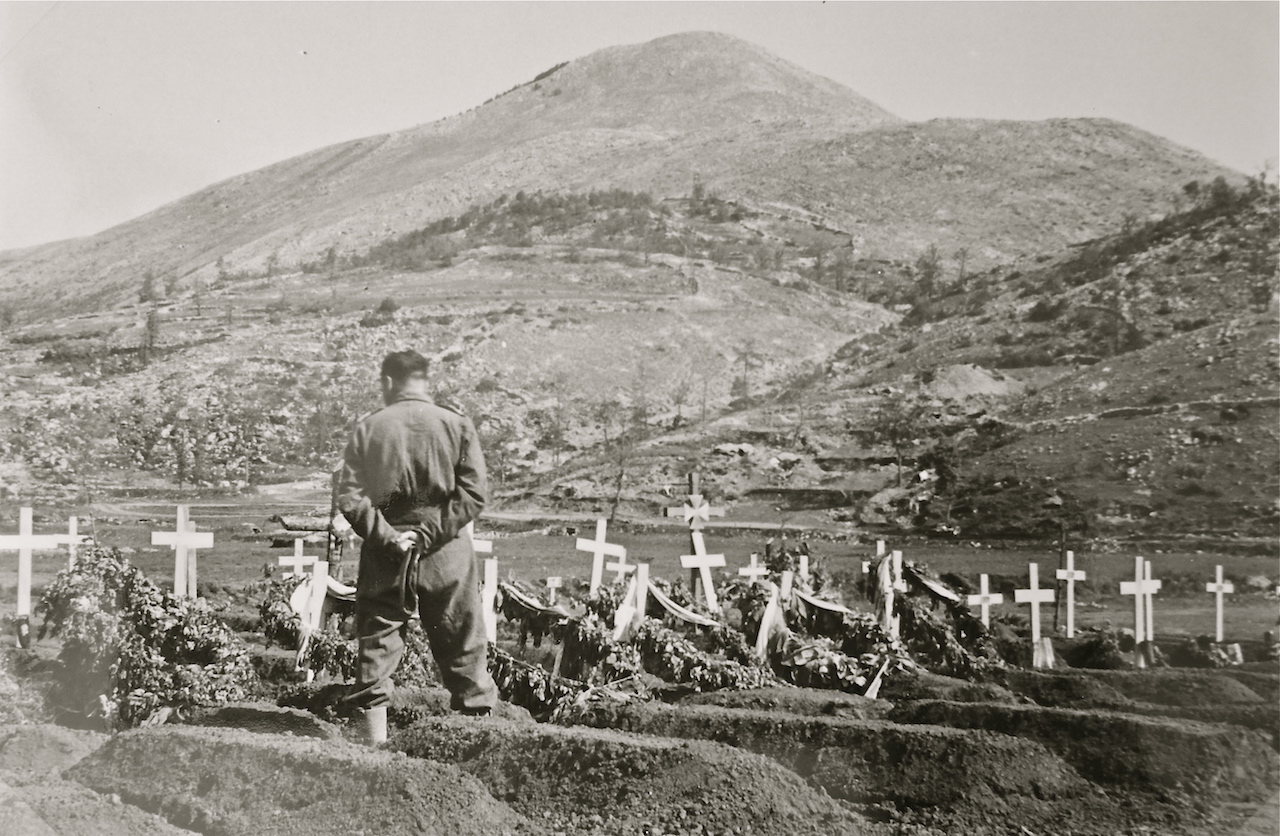
Acquafondata: Il cimitero provvisorio dei caduti dell'Esercito Polacco nella seconda guerra mondiale

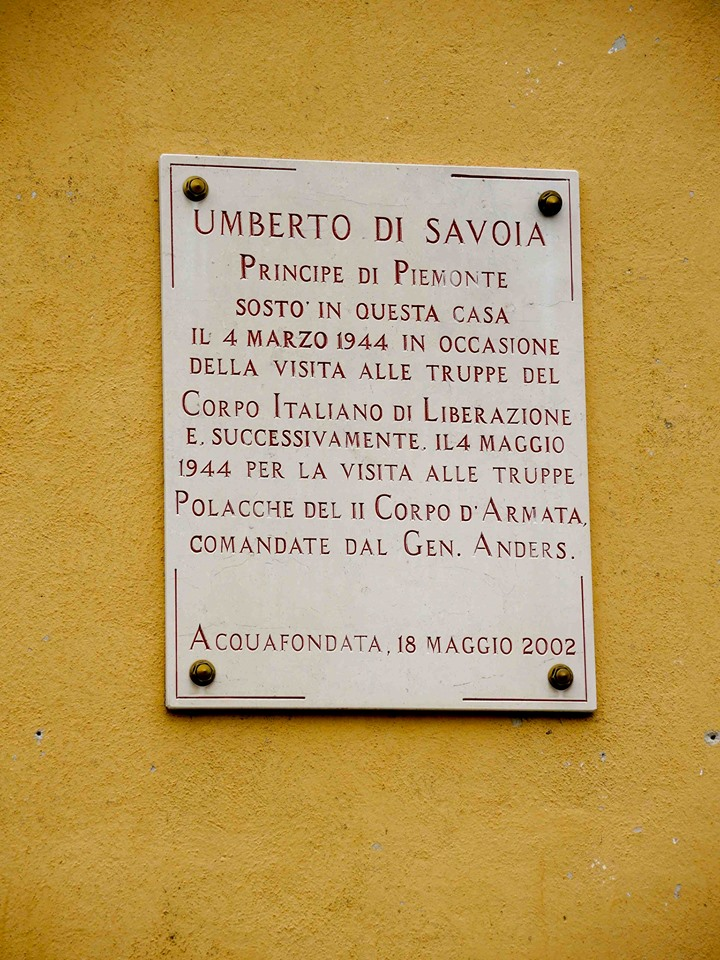
Lapide che ricorda la sosta del principe Umberto.

Il 5 marzo 1944 il generale francese Charles de Gaulle sosta in Acquafondata per una visita alle sue truppe.
Al principio di aprile del 1944 ad Acquafondata fu posizionato il Comando del Battaglione “Bafile”, inquadrato nel Reggimento San Marco; Il Battaglione “Bafile” fu messo alle dirette dipendenze della 4ª divisione britannica del XIII Corpo d’armata; successivamente, nel maggio 1944, terminate le operazioni sul fronte di Cassino, il Battaglione “Bafile” sarà trasferito, insieme agli altri reparti del Corpo Italiano di Liberazione (CIL) nel settore adriatico e posto sotto il Comando del 2º Corpo d’armata polacco. Ai primi di marzo del 1944 l’intera zona di Acquafondata e dei comuni limitrofi era appena stata liberata dai Nazisti a seguito delle azioni dalle Truppe marocchine, che facevano parte del Corpo di Spedizione francese e che avevano usato ogni forma di violenza, stuprando e rapinando la popolazione civile. Il compito del battaglione Bafile fu quello di proteggere la popolazione dalle angherie delle Truppe coloniali e, soprattutto, di presidiare il fronte appena liberato per arginare eventuali contrattacchi Tedeschi. In Acquafondata il battaglione ricevette la visita del principe Umberto di Savoia, che successivamente ricoprirà la carica di ultimo Re d'Italia.. Una lapide, sulla facciata della casa ove sostò il Principe, fa memoria dell'evento.

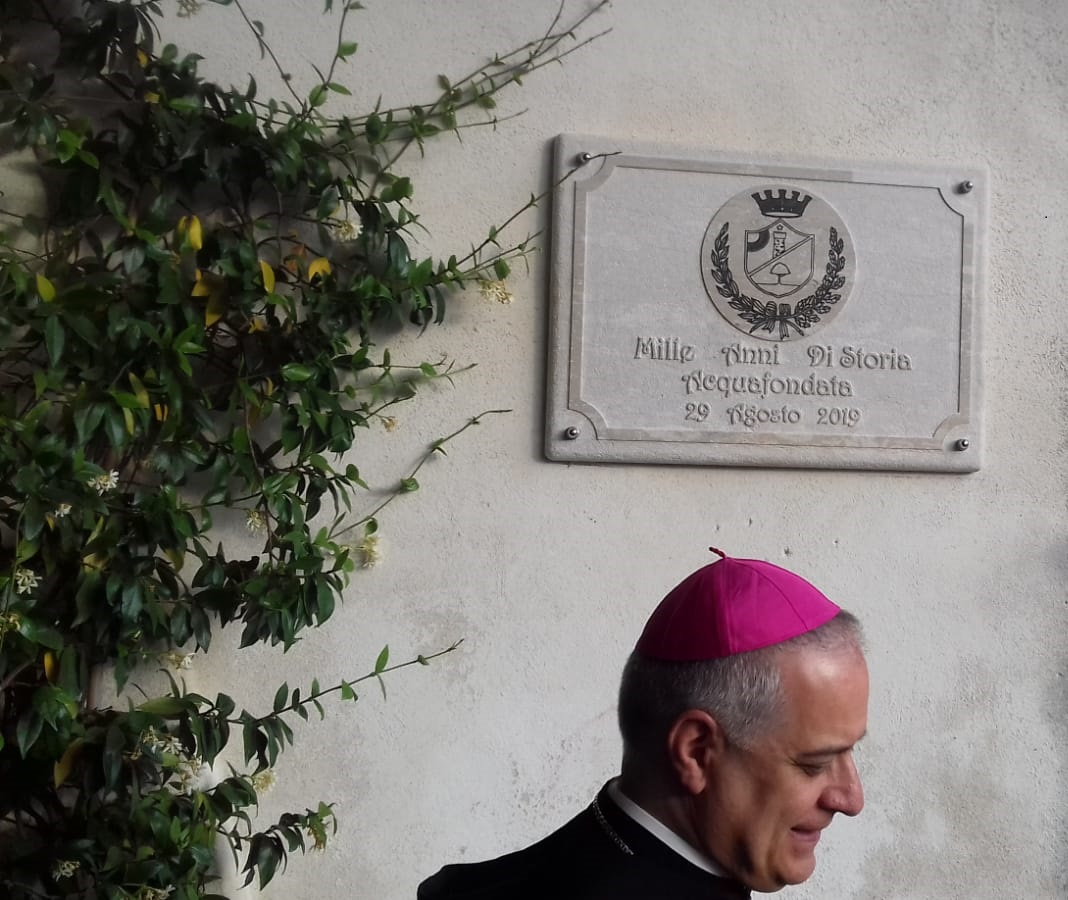
L'abate di Montecassino, don Donato Ogliari, all'inaugurazione della targa ricordo del millenario di Acquafondata

Il 29 agosto 2019, Acquafondata ha celebrato il millenario della sua storia alla presenza dell'abate di Montecassino don Donato Ogliari, come rappresentante di quell'istituzione monastica che ha dato grande impulso alla fondazione e allo sviluppo del paese a partire dal medioevo. Una lapide, posta presso l'antica porta di accesso al vecchio borgo, ricorda lo storico evento.

### Simboli
Lo stemma, privo di decreto di concessione ufficiale, si può blasonare:
Il gonfalone è un drappo di azzurro.

## Monumenti e luoghi d'interesse

### Architetture religiose

#### Chiesa parrocchiale arcipretale di San Giovanni Battista
L'edificio sacro sorge nella parte più elevata del borgo antico di Acquafondata, al centro del primo nucleo abitativo, che nasce come castello.

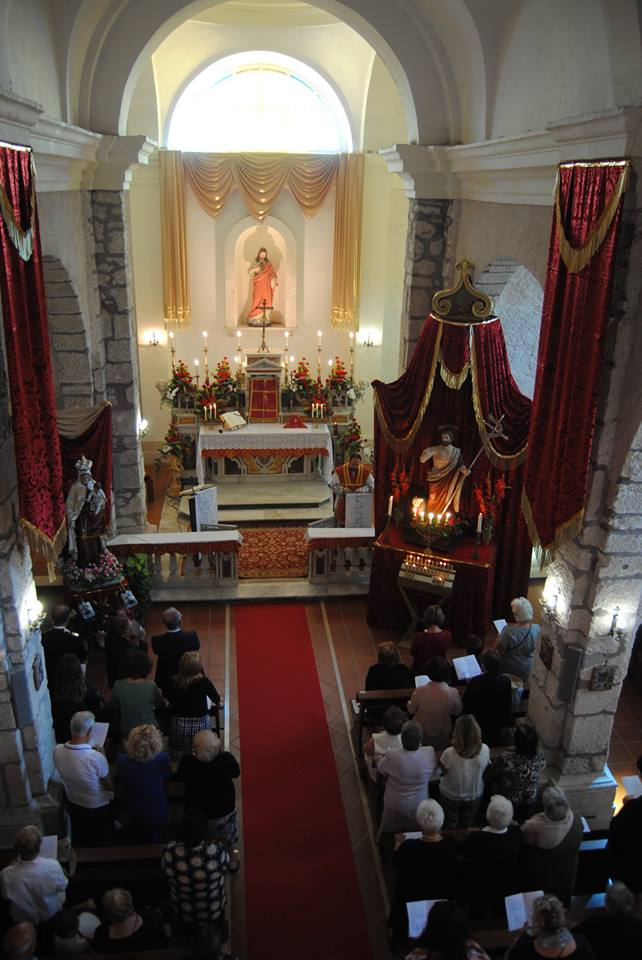
Chiesa parrocchiale di San Giovanni Battista

L'impianto "basilicale" della struttura, con le tipiche tre navate a croce latina conserva all'interno, dopo i restauri post-bellici e quelli del post-terremoto del 1984, un caratteristico stile sobrio ed essenziale che valorizza gli antichi blocchi di pietra locale del fabbricato.
È la chiesa matrice di Acquafondata, prima parrocchia nel territorio comunale in ordine di antichità; la sua costruzione risale ai primi decenni dell'anno 1000. Nel corso dei secoli è stata più volte rimaneggiata come testimoniato da un'epigrafe sul portale di ingresso e dal pregiato altare maggiore settecentesco, in marmo policromo di scuola napoletana, unico ed importante elemento barocco dell'intero edificio. La chiesa è intitolata a san Giovanni Battista il quale è pure il patrono della comunità; la devozione al santo Precursore, le cui notizie ci sono trasmesse dai Vangeli, è stata diffusa dai monaci Benedettini dell'abbazia di Montecassino che vedevano nella frugalità di Giovanni, nella sua vita anacoretica, il modello da imitare per crescere nella perfezione della vocazione monastica; non è da scartare l'ipotesi che la chiesa intitolata a san Giovanni Battista sia stata fondata per volontà stessa dell'Abbazia, proprietaria del castello di Acquafondata a seguito della donazione del conte Morino.
All'interno della chiesa si conserva una copia dell'immagine della Madonna nera di Częstochowa, donata da papa Giovanni Paolo II alla comunità polacca di Torino; quest'ultima, successivamente, l'ha offerta alla popolazione di Acquafondata nel maggio del 1996, in onore delle care e sacre memorie che uniscono le due comunità a seguito degli eventi della seconda guerra mondiale.

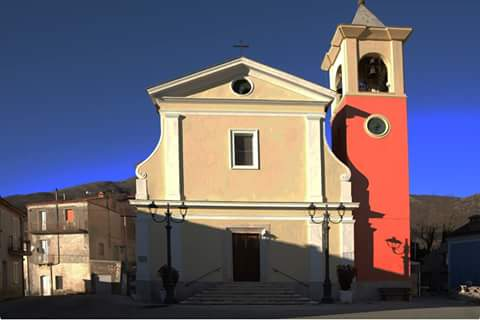
La chiesa parrocchiale di Sant'Antonio di Padova in Casalcassinese

#### Chiesa parrocchiale di Sant'Antonio di Padova
Costruita nel 1856 nella frazione Casalcassinese per iniziativa dell'arciprete parroco di Acquafondata, don Agostino de Filippis, dietro autorizzazione del vescovo di Venafro, con il contributo di Ferdinando II, Re delle due Sicilie, che inviò la sua "elemosina" all'intendenza di Sora perché provvedesse a farla recapitare all'Arciprete. La chiesa di Sant'Antonio è stata cappellania della parrocchia di San Giovanni Battista fino al 1947, anno della sua erezione a parrocchia autonoma. L'edificio è a navata unica, lineare e sobrio, presenta su ciascun lato due altari che custodiscono le venerate immagini dei patroni della comunità di Casalcassinese: La Pietà della Vergine Maria, sant'Antonio di Padova, san Michele Arcangelo e sant'Anna.

#### Santuario della Madonna del Carmine

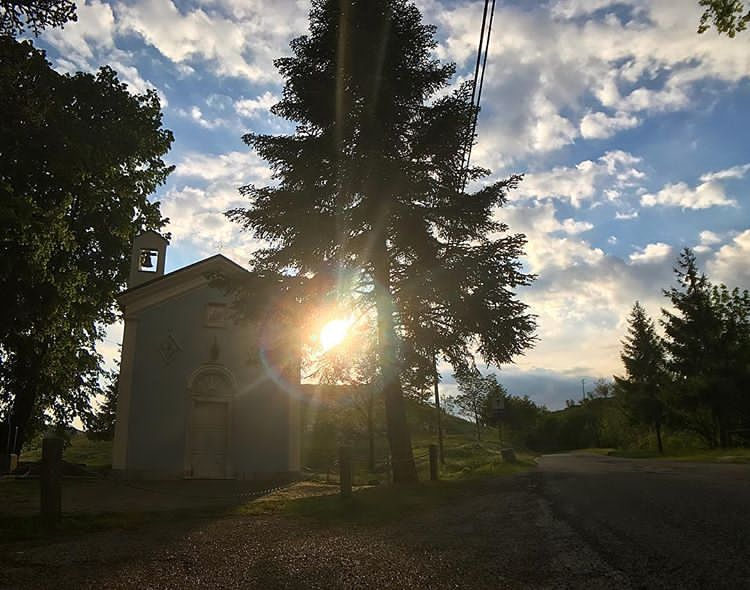
Santuario Madonna del Carmine di Acquafondata

È un piccolo santuario che costeggia la strada provinciale 41; apparentemente è una chiesetta semplice e graziosa, immersa nel verde di tigli secolari e di boschi di conifere. La sua importanza è tuttavia inestimabile per la storia legata alla sua costruzione e per i sentimenti di fede e devozione di tanti che vi si recano, soprattutto nel mese di luglio in occasione della festa della Madonna del Carmine.
Il santuario si sviluppa in diversi spazi, adibiti alla preghiera o alla distensione dei visitatori, che in estate ne apprezzano la frescura del clima.
Il cuore e il nucleo della struttura è la cappellina antica del 1841, fabbricata in pietra locale e pozzolana, sul luogo che la tradizione consolidata tramanda essere quello dell’apparizione della Vergine Maria alla devota Nicolina Carcillo Simeone. La povertà e la semplicità della cappellina rupestre toccano il cuore di quanti ne varcano l’umile soglia; all’interno, sull’altare ottocentesco in stucco, è collocato un altorilievo marmoreo che raffigura il momento dell’apparizione. A un lato della cappellina trovano sistemazione gli ex voto o i ricordi del passaggio di visitatori e devoti.
A ridosso della cappellina antica insiste la cappella più grande, costruita negli anni ’30 del novecento, che custodisce il pregiato simulacro ligneo della Madonna.
All’esterno della cappella grande, sul prato antistante, vi è la chiesa all’aperto, con il suo notevole altare in pietra locale per la celebrazione della Messa nelle piacevoli giornate estive.
Poco lontano vi è il percorso di preghiera “Via Siderum” (il sentiero delle stelle) che attraversando un boschetto di abeti conduce presso l’edicola del sacro Cuore di Gesù. Un altro percorso, per gli amanti della montagna, collega la chiesetta alla cima del colle retrostante, sulla quale risalta una croce in ferro.
Appositi spazi sono infine attrezzati, con tavoli di legno e giochi per bambini.
Presso il santuario, il 15 marzo 2013, vengono girate alcune scene del brano Sweeter in history dalla cantante australiana Gabriella Cilmi.

#### Chiesa di san Rocco

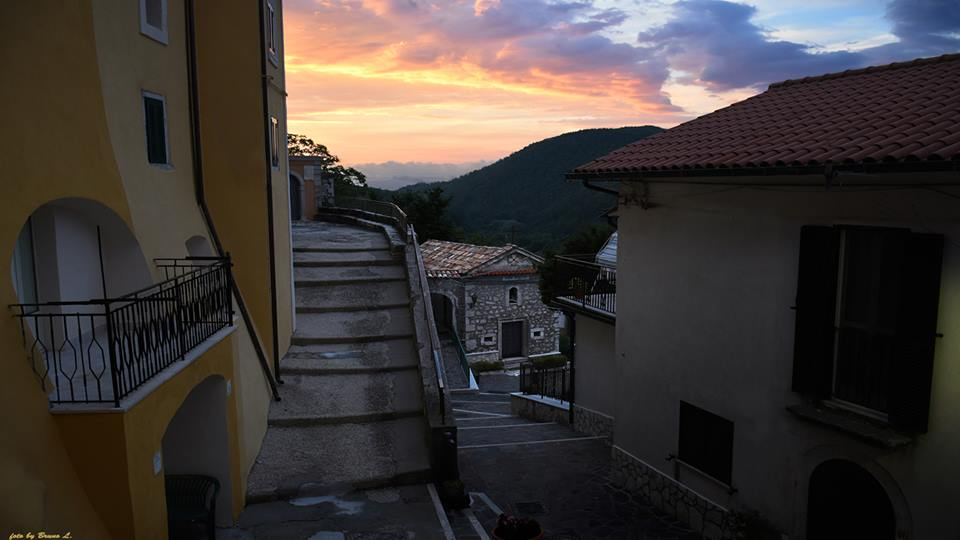
Chiesetta di san Rocco nel rione omonimo

Piccola e graziosa sorge nel rione omonimo, presso l'antica porta di accesso al castello. Costruita nel 1692 appositamente fuori dalle mura del borgo per ragioni di quarantena, intitolata al santo protettore degli appestati è diventata subito punto di riferimento per coloro che contraevano il letale morbo; presso la chiesetta di san Rocco i contagiati venivano soccorsi e infine seppelliti poco distante, nella zona che ancora oggi si chiama cannavina dell'ospedale, presso l'attuale piazza del Municipio.

#### Chiesa di Santa Maria in Centumcellis
La Chiesa di Santa Maria in Centumcellis è l'edificio sacro più antico del territorio comunale, unitamente all'Arcipretura di san Giovanni Battista. La chiesa sorge sopra un poggio tufaceo nel pianoro di Acquafondata presso la strada provinciale che collega il capoluogo alla frazione di Casalcassinese. La sua fondazione è da far risalire all'epoca della presenza Benedettina nell'alto medioevo.
La tradizione popolare invece, per spiegare la storia della fondazione di questa antichissima chiesa, ha ideato un racconto leggendario. Si racconta che la Madonna fosse in viaggio in compagnia del santo martire Antonino quand’ecco che, stanca di camminare, si appoggia su un sasso, imprimendogli l’impronta del ginocchio; questo sasso dalla particolare conformazione concava è tuttora visibile presso la località di Petrosa. Poche centinaia di metri più a valle la Madonna si ferma definitivamente nel luogo ove sarà eretta la chiesa in suo onore; sant'Antonino invece prosegue il suo viaggio per qualche altro chilometro e si ferma sul colle che sovrasta l’abitato di Viticuso, divenendo il patrono di quella comunità.
Presso la chiesa di Santa Maria insisteva l'antico cimitero della popolazione di Acquafondata, attivo sino alla realizzazione di quello attuale in località "Monte la Fratta", avvenuta nel 1890. Nell'immediato dopoguerra, nella piana presso la chiesa, trovarono collocazione le tombe dei soldati polacchi del II corpo d'armata guidati dal generale Anders, caduti nella battaglia di Cassino; questo primo cimitero di guerra fu successivamente traslato presso Montecassino nel 1945.

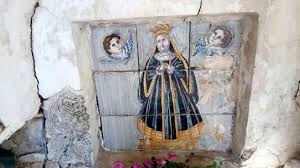
Particolare di edicola votiva del XIX secolo - Frazione Casalcassinese.

La struttura oggi è di proprietà del Comune che ne ha curato il restauro per realizzarne un centro studi sulla figura del servo di Dio frate Domenico de Filippis da San Germano. Francescano della provincia osservante di Terra di Lavoro, fra Domenico nasce in Acquafondata intorno al 1570; entra nella famiglia francescana come fratello laico, vivendo in umiltà e obbedienza fu dotato da Dio di particolari doni con i quali edificò le comunità religiose ove risiedette nel corso della sua vita, diventando punto di riferimento di tanti che ricorrevano alla sua guida e a i suoi consigli illuminati (per quanto fosse un semplice e un analfabeta). È morto in «sommo grido di santità» il 17 marzo 1640, presso il convento della Madonna dei Lattani in Roccamonfina, che custodisce le sue spoglie mortali, tuttora venerate dai pellegrini.
Presso la chiesa di Santa Maria, di particolare interesse storico e ambientale, è il grande tiglio secolare che si erge sul retro della chiesa; il suo particolare tronco cavo, che ha dato riparo a generazioni di contadini sorpresi dai temporali estivi, è silenzioso testimone dello scorrere del tempo. 

#### Edicole votive
Particolari costruzioni rurali di origine devozionale che costellano le borgate della frazione Casalcassinese. Queste cappelline, conservate più o meno discretamente, risalgono per la maggior parte al XIX secolo. Pregiate, nella loro semplicità peculiare, sono fabbricate in pietra locale e dotate di considerevoli maioliche originarie che ritraggono i santi della devozione del popolo

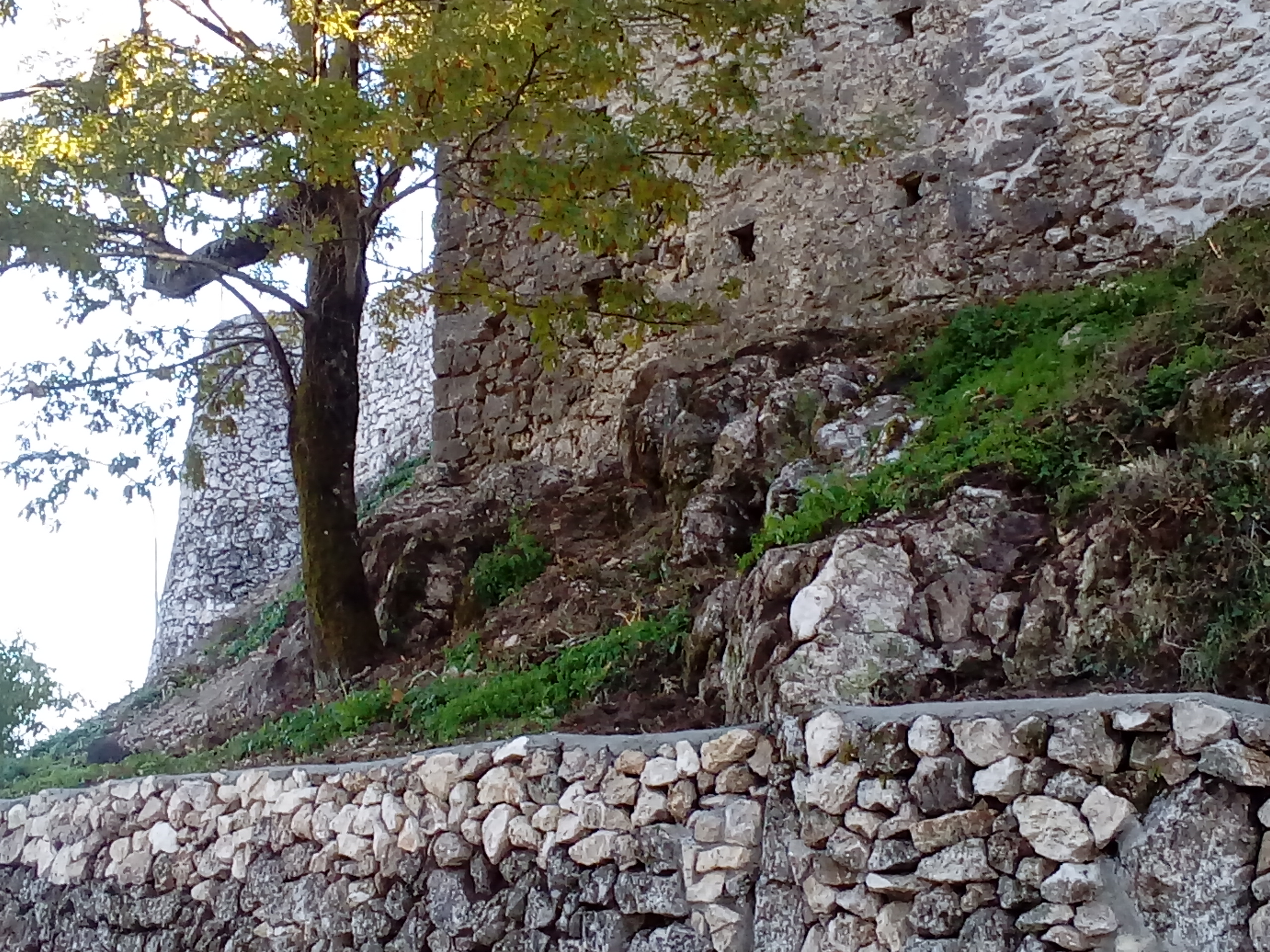
Resti del castello di Acquafondata, XI secolo

### Architetture civili

#### Monumento ai caduti polacchi
Dopo la fine dei combattimenti della seconda guerra mondiale, i soldati polacchi iniziarono a inumare i loro caduti nel cimitero provvisorio di Acquafondata; eressero una croce realizzata con i cingoli di carrarmato sulla quale applicarono un Cristo di bronzo. Dal 1996 questo sacro simbolo è stato collocato su un nuovo monumento all'entrata del centro abitato, monito silenzioso di pace e di esecrazione della guerra.

#### Cippo commemorativo del CEF
Il cippo commemorativo si erge presso la frazione Casalcassinese, ricorda i caduti del contingente militare dell'Esercito francese durante i combattimenti della Seconda Guerra Mondiale nella Campagna d'Italia. Al CEF  appartenevano prevalentemente le truppe nordafricane, conosciute come Goumier, che si macchiarono di numerosi stupri e altre violenze ai danni della popolazione civile (marocchinate). I caduti di questo corpo di spedizione, unitamente a quelli di altri reparti dell'Esercito francese, riposano nel vicino Cimitero militare di Venafro.

#### Ex cimitero dei caduti Polacchi
Un provvisorio cimitero per i Caduti polacchi, prima di essere trasferito definitivamente a Montecassino nel settembre del 1945, occupò un'area presso l'ex chiesa di santa Maria, lungo la strada provinciale per Casalcassinese. L'area, successivamente, fu adibita a vivaio della forestale sino agli anni 1960. L'ex viviaio è diventato con il trascorrere degli anni un suggestivo scenario, immerso nel silenzio e delimitato da maestose conifere, fino all'estate del 2019, quando un'opera di disboscamento decisa dall'amministrazione comunale ha alterato la natura del luogo. All'ingresso dell'area è impiantata un'edicola sacra con una copia dell'immagine della Madonna di Częstochowa che ricorda la sacralità del luogo, caro alla memoria comune del popolo di Acquafondata e di quello polacco. 

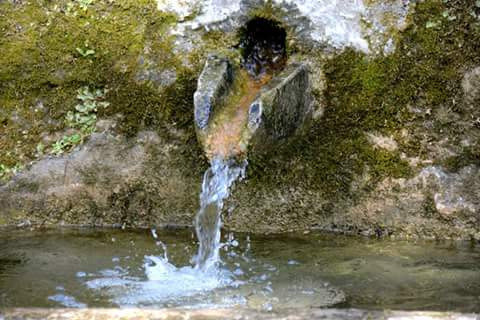
Casalcassinese: la sorgente della Fontana vecchia

#### "Fontana vecchia"  (frazione Casalcassinese)
Acqua sorgiva, incanalata dai Benedettini nell'secolo XI, che sgorga in un vascone di pietra in località Collevecchio di Casalcassinese

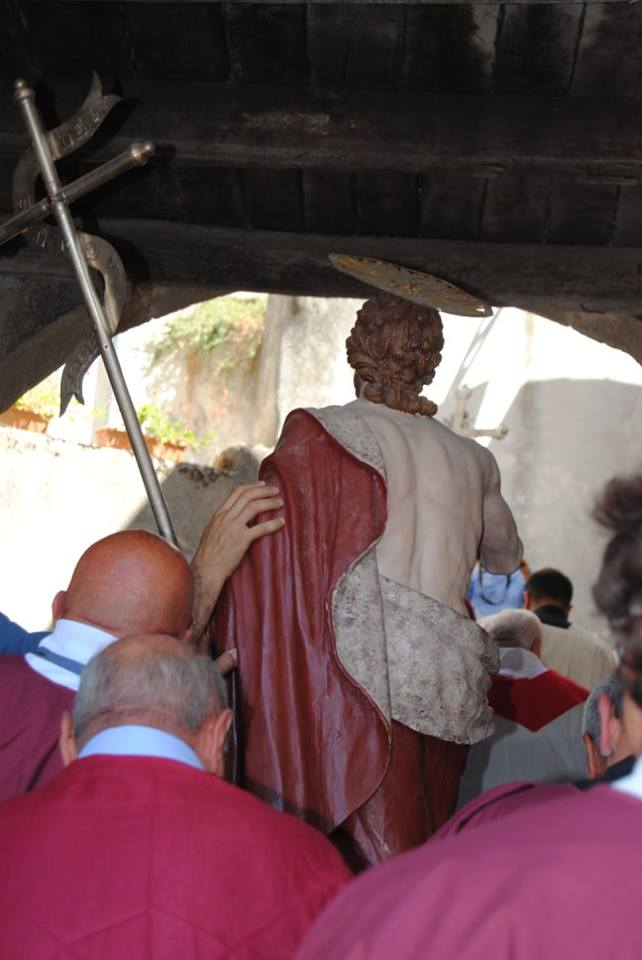
Acquafondata, centro storico: la processione del santo Patrono attraversa una delle porte di accesso al castello.

#### Monumento della zampogna
Inaugurato il 6 gennaio 2011 in occasione dei cinquant'anni dal primo festival della zampogna.

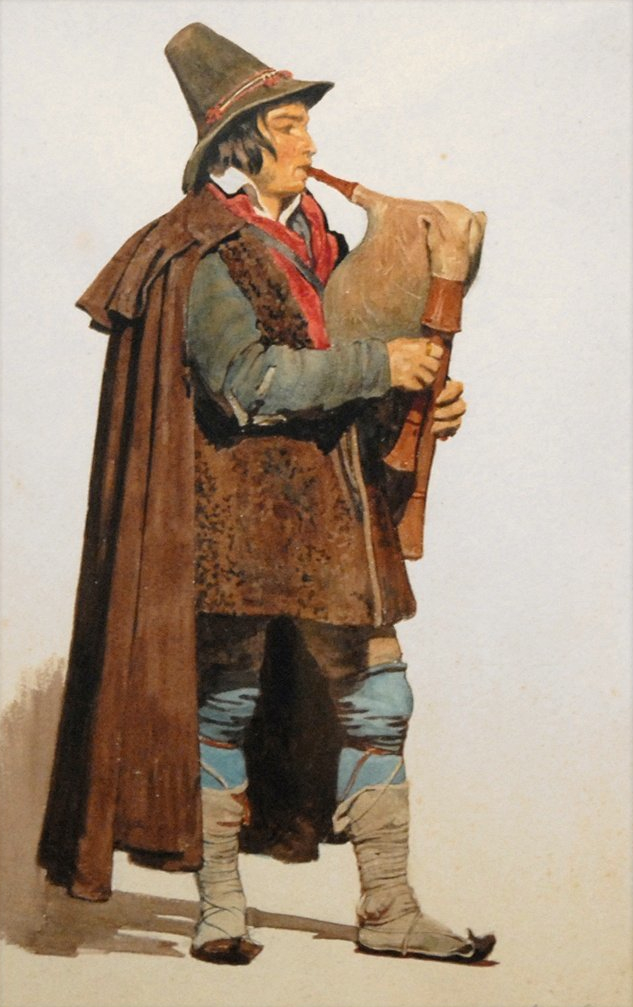
La zampogna

### Altro

#### Centro storico e resti del castello di Acquafondata
Il centro storico di Acquafondata, sorge nella parte più alta del piccolo borgo e occupa l'area perimetrale di quello che una volta era l'antico castello. Le case hanno inglobato le vecchie mura di cinta del castello, che restano ancora visibili in alcuni punti. Rimangono inoltre due porte di accesso al castello, le due torri superstiti dal rimaneggiamento dei secoli, nonché i suggestivi vicoletti a gradoni, i "sottopassi".

## Società

### Evoluzione demografica
Abitanti censiti

### Emigrazione
Acquafondata ha vissuto il triste fenomeno dell’emigrazione, in maniera più massiccia a partire dalla fine del 1880. Le due destinazioni principali degli emigranti acquafondatari sono state Filadelfia (Stati Uniti) e Lione (Francia). Nel ventennio che va dal 1888 al 1908, soltanto negli Stati Uniti, sono sbarcate quasi 50 famiglie di Acquafondata; non si ha invece altrettanta sicurezza circa i dati riguardanti l’emigrazione verso Lione la quale, probabilmente, non deve essere stata di minore entità. A Lione infatti la comunità acquafondatara doveva essere abbastanza nutrita già nel 1918 se si considera il dono di una corona di bronzo che quest’ultima offrì ai caduti del paese di origine, dopo la prima guerra mondiale, che tuttora adorna il Monumento di Acquafondata.
Alcuni degli emigranti sono successivamente ritornati in patria, acquistando campi o case con i risparmi del lavoro oltreoceano. Altri sono invece rimasti a Philadelphia, hanno messo su famiglia e hanno continuato a tenere saldo, in qualche modo, il legame con il paese di origine; emblematico a tal proposito è l’esempio del santuario della Madonna del Carmine di Acquafondata che dopo la seconda guerra mondiale fu riparato dai danni bellici quasi esclusivamente grazie al contributo degli acquafondatari residenti negli Stati Uniti.
Una seconda ondata migratoria ha caratterizzato gli anni cinquanta e sessanta del Novecento. Questa volta la destinazione è stata orientata principalmente verso Roma e il nord Italia per Acquafondata, verso Parigi e il Belgio per gli abitanti di Casalcassinese. Attualmente, soprattutto in estate, i due centri del comune tornano a popolarsi grazie al ritorno dei discendenti di quest’ultimi emigranti, ancora legati indissolubilmente alle proprie radici, al territorio e alla memoria delle proprie famiglie di origine.

### Lingue e dialetti
La forma più antica e pura del dialetto di Acquafondata, di uso comune fino agli anni 50-60 e ormai quasi definitivamente scomparso, conserva parole di chiara impronta latina; probabilmente la secolare appartenenza alla giurisdizione dell'abbazia di Montecassino, il frequente contatto con il latino monastico, ha contribuito alla diffusione e alla stratificazione di termini che si sono poi più o meno volgarizzati e che sono arrivati fino ai nostri giorni.
Il dialetto attuale, sebbene conservi ancora qualche impronta del vecchio volgare,  risente fortemente dei dialetti dell'area campana, essendo Acquafondata appartenuta prima alla Terra di Lavoro,  e poi alla provincia di Caserta fino al 1927. Forte è pure l'influsso dei limitrofi dialetti abruzzese-molisani i quali, mescolati alle predette caratteristiche, contribuiscono a forgiare la peculiarità del vernacolo di Acquafondata.
Una curiosità da rilevare sul dialetto è che quest'ultimo differisce sensibilmente tra Acquafondata capoluogo e Casalcassinese, sebbene i due nuclei abitati distino tra essi non più di cinque chilometri.

### Religione
La quasi totalità della popolazione confessa la religione cristiana di rito cattolico romano, giuridicamente suddivisa nelle due entità parrocchiali del territorio comunale: San Giovanni Battista in Acquafondata e Sant'Antonio di Padova in Casalcassinese. Le due parrocchie sono appartenute alla diocesi di Isernia e Venafro fino al 1976 e, successivamente, alla giurisdizione dell'abbazia territoriale di Montecassino fino al 23 ottobre del 2014; da questa data entrano a far parte della nuova diocesi di Sora-Cassino-Aquino-Pontecorvo, incluse nella zona pastorale di Cervaro.

#### I Santi Patroni
- San Giovanni Battista:

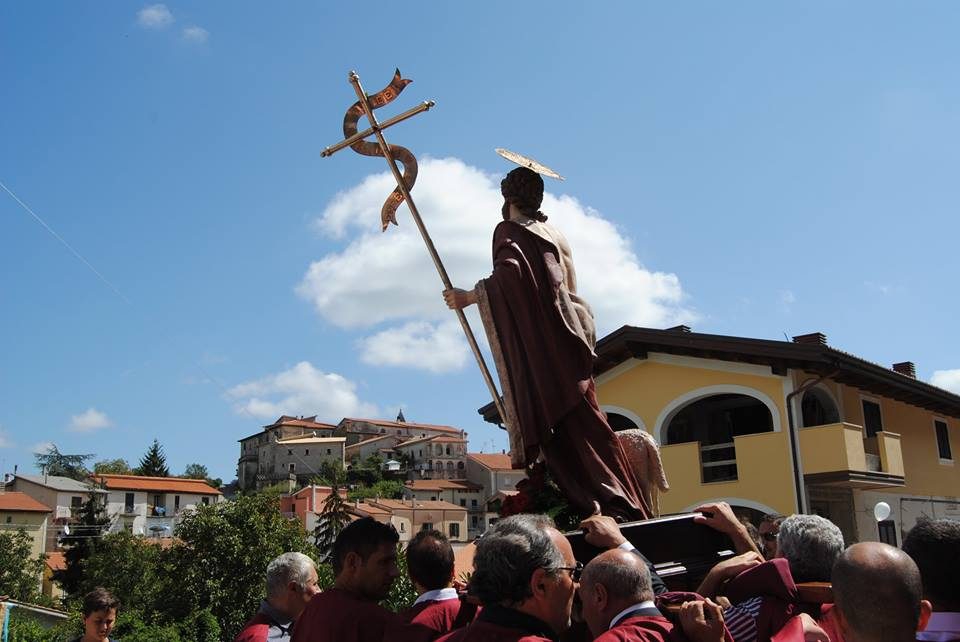
La processione di San Giovanni Battista

Patrono del comune e della parrocchia di Acquafondata, viene ricordato solennemente nella festa che si celebra il 29 agosto, giorno in cui la Chiesa universale fa memoria del suo martirio. Dopo la celebrazione Eucaristica delle 11.00 nella chiesa madre, la lignea immagine settecentesca del santo Patrono sfila in processione tra le stradine del centro storico portata a spalla dagli uomini del paese. 
- Sant'Antonio di Padova:

patrono della Comunità parrocchiale di Casalcassinese, viene ricordato il 13 giugno, giorno della memoria liturgica e festeggiato il 18 agosto. Dopo la Santa Messa e la tradizionale benedizione dei pani, si ordina la processione che tocca tutte le borgate della frazione.

#### La Madonna del Carmine

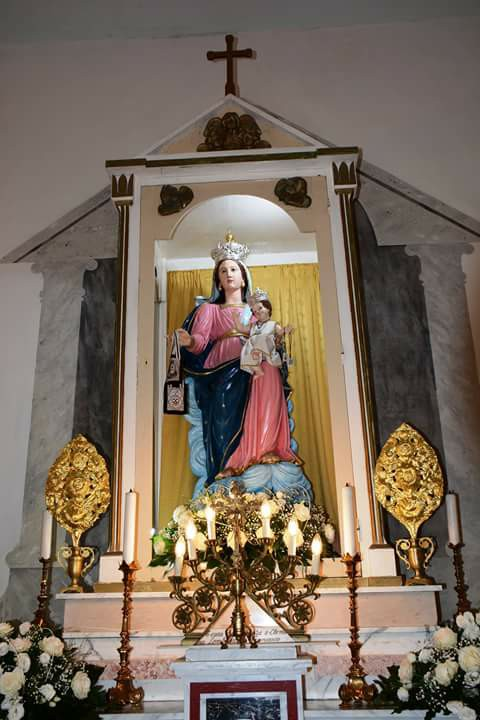
La Madonna del Carmine

Questa devozione mariana si accende in Acquafondata e nelle comunità vicine a partire dal venerdì 16 luglio 1841, giorno in cui accadde, secondo la tradizione orale e alcune testimonianze scritte una singolare apparizione. 

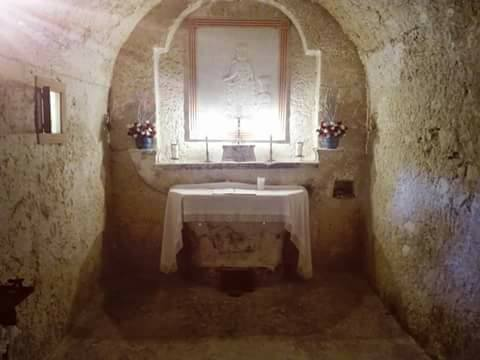
La cappellina "dell'apparizione" del 1841

Quel giorno Nicolina Carcillo si recava nei campi per portare da mangiare a suo marito e agli altri contadini che erano al lavoro nei campi, quando si accorge di essere seguita da una bellissima signora, mai vista prima. La bella signora, che poi si rivela essere la Madonna del Carmine, rimprovera dolcemente la contadina di non essere rimasta in paese ad onorare la festa (il 16 luglio la Chiesa fa memoria della Madonna del Carmine) preferendo il lavoro alla pratica religiosa. Chiede che venga costruita una piccola cappella sul luogo di quell'incontro e che questa diventi il centro della preghiera, per ricondurre i lontani sulla via di Cristo. Il primo convertito sarà Benedetto Simeone, il marito ateo e miscredente di Nicolina, che crederà alla consorte a seguito della prodigiosa rimozione di un sasso, operata da Maria Vergine come segno. La cappella viene presto eretta ed oggi è inglobata dal piccolo santuario della Madonna del Carmine,  meta di quanti desiderano vivere una particolare esperienza di silenzio, di preghiera e di riconciliazione con Dio.
Le iniziative al santuario, in onore della Madonna, si svolgono a partire dalla prima domenica di luglio, con il pellegrinaggio a piedi da Vallerotonda e con la processione che sale da Acquafondata recante la statua della Vergine, che durante l'anno è custodita in parrocchia. Con la Messa presieduta dal vescovo si apre ufficialmente il periodo dei festeggiamenti; Il santuario resta aperto ogni giorno per la celebrazione della "sedicina" fino al 16 luglio, ricorrenza della solennità mariana.
La sera del 16 luglio una suggestiva fiaccolata, con la statua della Madonna, scende dal santuario alla parrocchia; l'immagine della Madonna del Carmine sale di nuovo al suo santuario l'ultima domenica di luglio, anniversario dell'incoronazione (30 luglio 2014). Dal santuario tornerà definitivamente in parrocchia la sera del 28 agosto (vigilia della festa patronale) accompagnata dalla solenne processione che vede la partecipazione di tanti devoti.

### Tradizioni e folclore

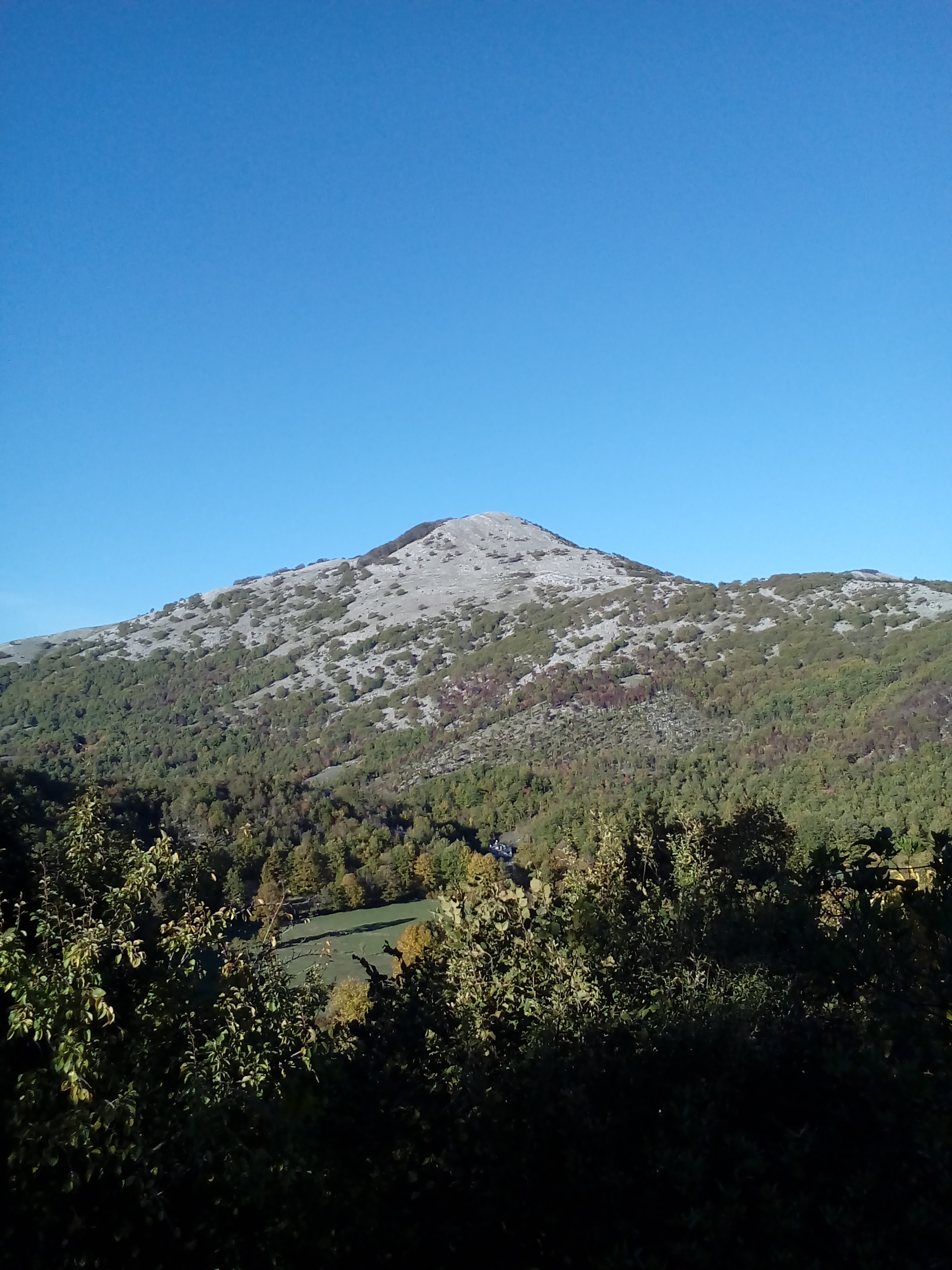
Monte Monna

- Il Fuoco per il Bambino; tradizionale falò che viene approntato la notte di Natale sulla piazza antistante la chiesa.
- Tradizionale fiaccolata del 16 luglio, quando si ricorda l'anniversario dell'apparizione della Madonna del Carmine.
- Antica Fiera del bestiame che si svolge con autorizzazione Regia a partire dal 1841[41] ogni anno la mattina del 29 agosto in occasione della festa del santo patrono.
- Pellegrinaggio a piedi al santuario della Madonna di Canneto il 21 agosto.
- Salita al monte Monna[42]

## Cultura

### Istruzione

#### Scuole
Non sono presenti scuole nel territorio comunale.

### Musica
Complesso Bandistico Città di Acquafondata
Il Complesso Bandistico d'Acquafondata, si è costituito nel 1865; all'epoca indossava la divisa del corpo dei bersaglieri. Si tramanda che una sua particolare esibizione, alla fine dell'Ottocento, abbia portato benefici a tutta la comunità. Tale esibizione, infatti, è avvenuta durante un viaggio del re Vittorio Emanuele II, il quale partito da Roma per Caserta, fece sosta nell'Alta Terra di Lavoro fermandosi a Roccasecca. Questa circostanza fece sì che le autorità della zona accorressero a dare il benvenuto al Re, portandosi come motivo di acclamazione e saluto le proprie Bande Musicali.
Rimasta entusiasta per l'esibizione della Banda di Acquafondata (che per l'occasione suonò la “Marcia Reale”) la regina Margherita di Savoia chiese di conoscere il maestro della Banda e il sindaco del Paese, per complimentarsi. Nel farsi avanti, il sindaco Angelo Russo si scusò con la Regina dell'abito misero e delle ciocie che indossava; la sovrana, colpita nella sua sensibilità, chiese al sindaco quale fosse il problema più impellente della sua comunità. Il sindaco espose il problema del ristagno dell'acqua che provocava la malaria. I lavori ebbero fine nel primo novecento con la realizzazione del traforo per lo scorrimento delle acque, traforo ancora oggi esistente nel Comune di Acquafondata.

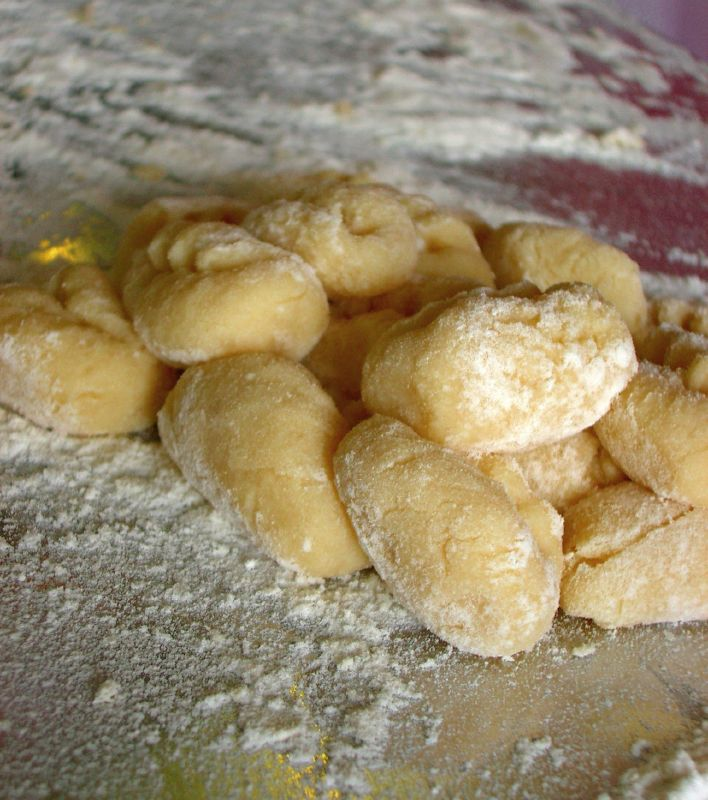
Gli gnocchi di patate di Acquafondata

### Cucina
I piatti tipici della tradizione di Acquafondata sono sostanzialmente collegati alle stagioni e ai prodotti della terra. Le patate e i legumi sono gli alimenti base della cucina tradizionale, seguiti immediatamente dalla farina di mais con la quale si realizza il "Tardaglione", polenta "verde" con le rape. Lo spezzatino di pecora, il soffritto con le interiora dell'agnello e "l'Abbuoto" sono peculiari ai giorni festivi. Sempre dalla pecora si ricava il latte per la realizzazione di formaggi, modesta produzione a livello familiare unitamente alle salsicce di maiale, essiccate e conservate nello strutto. Per il Natale e il Capodanno ogni famiglia del paese confeziona gli "sciusc", ciambelline di pasta di pane, fritte e mangiate calde. La pastiera di riso invece è la regina incontrastata della tavola pasquale, insieme alla grande frittata di salsicce e menta selvatica, realizzata con trentatré uova, uno per ciascun anno della vita di Cristo.

### Letteratura

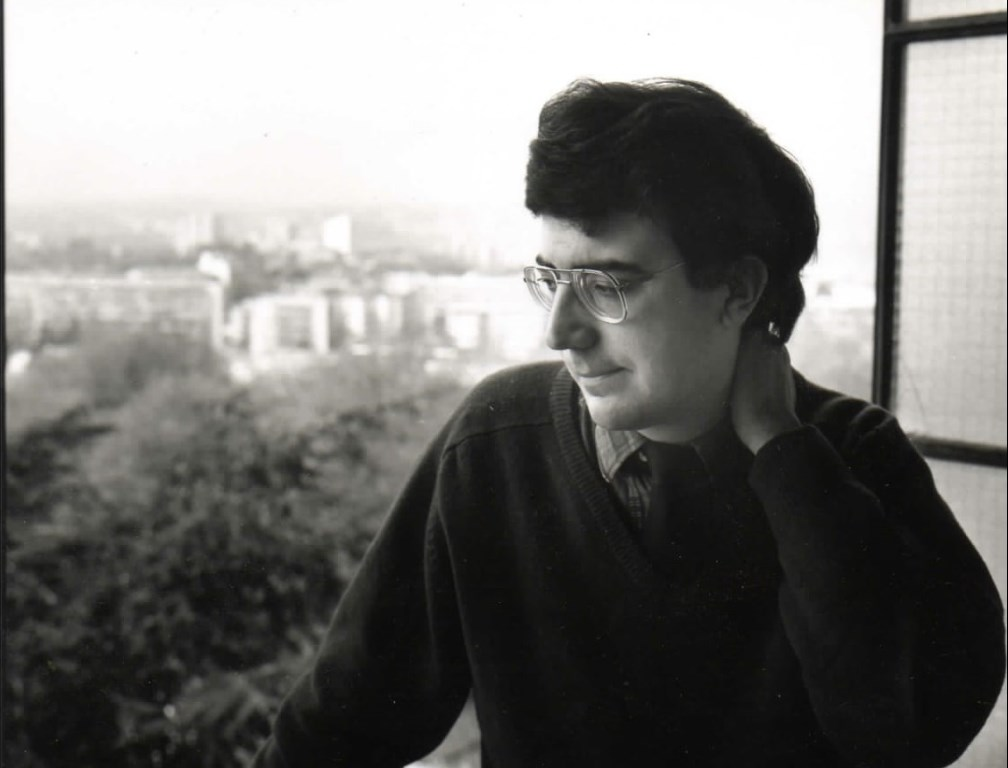
Bernard Simeone, lo scrittore francese nato da una famiglia originaria di Acquafondata.

- Ad Acquafondata è ambientato il libro di Federico Guglielmo Lento: Storie di ordinaria emarginazione.[45]. L'autore, giovane medico alle prime armi, arriva nella condotta di Acquafondata a metà degli anni '60 dove vive alcune esperienze di vita intense; familiarizza con gli abitanti del paese, dotati di una bontà genuina e caratterizzati da un forte senso di accoglienza. Descrive le simpatiche caratteristiche di alcuni personaggi particolari senza tralasciare di denunziare situazioni di emarginazione o di degrado socio - culturale, come ad esempio quella di una donna ormai anziana vittima dei marocchini e ancora in attesa della pensione. Federico Guglielmo Lento resterà legato alla forte esperienza giovanile di Acquafondata, conservando il ricordo dei luoghi e dei volti amici sino al tramonto della sua carriera di brillante medico[46] e di Deputato della Repubblica Italiana[47]

((F. Guglielmo Lento, Diario))

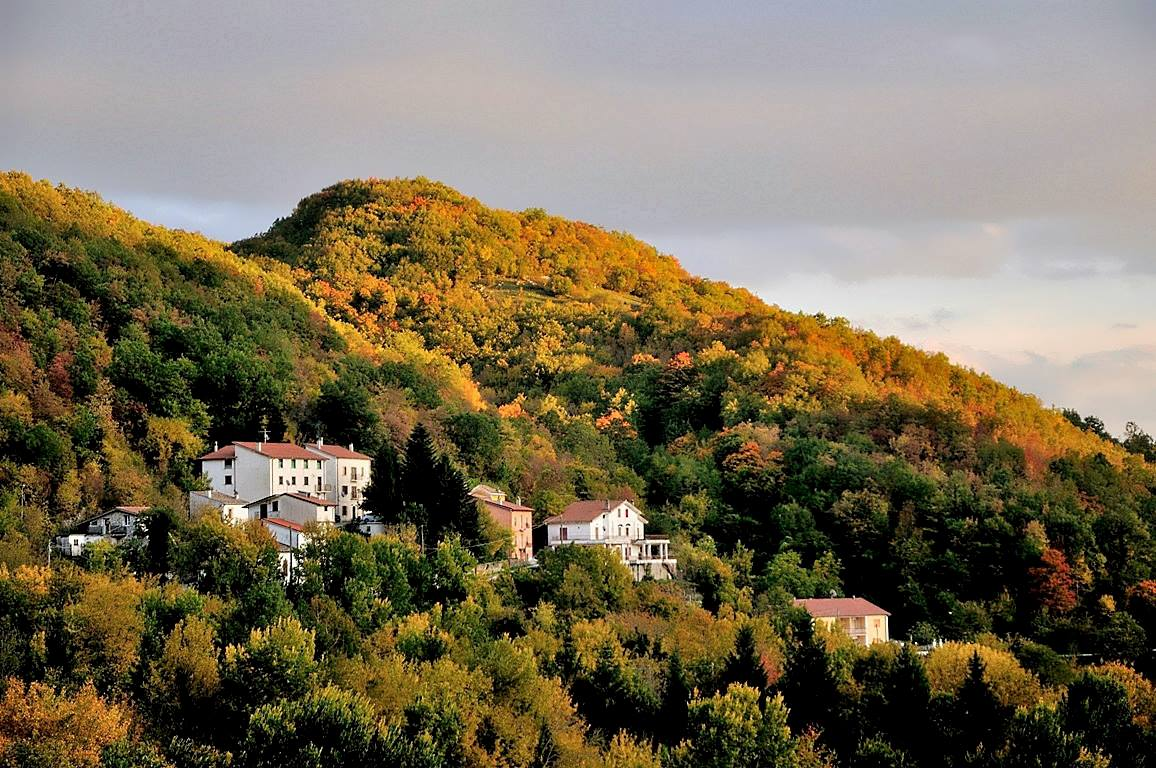
Frazione Casalcassinese, borgata Collevecchio, autunno

- Acqua Fondata è il titolo di un libro dello scrittore francese Bernard Simeone, edito da Verdier nel 1997[48]. Scrittore, poeta e traduttore francese, Simeone è nato a Lione il 9 gennaio 1957 da una famiglia originaria di Acquafondata. È morto a Lione il 13 luglio 2001

(Philippe Jaccottet, Pour Bernard Simeone: au terme des mots, ENS éditions, 2003, p. 12)
- Lo scrittore cassinate Tancredi Grossi, autore del libro Il calvario di Cassino scrive di Acquafondata nel 1946:

### Eventi

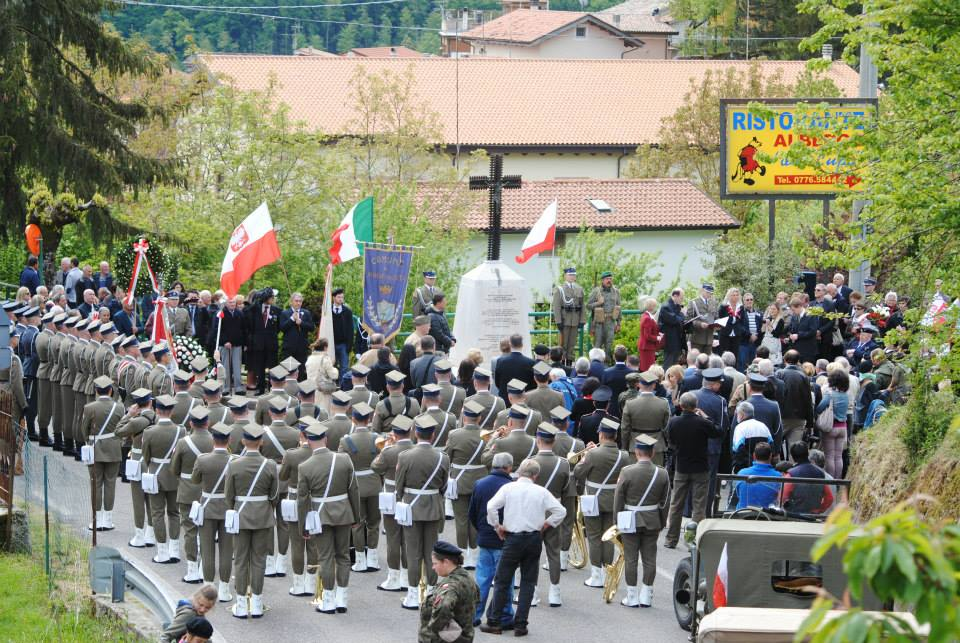
Commemorazione dei caduti polacchi

- Commemorazione dei caduti polacchi, 18 maggio
- Festa del santo patrono, San Giovanni Battista decollato, 29 agosto

## Economia
L'economia, di tipo familiare, è legata alle attività della pastorizia e dell'agricoltura, che da ultimo, ha visto l'introduzione della coltivazione della patata rossa.
Di seguito la tabella storica elaborata dall'Istat a tema Unità locali, intesa come numero di imprese attive, ed addetti, intesi come numero di addetti delle imprese locali attive (valori medi annui).
|              | 2015                  |                              |                            |                |                       |                     | 2014                  |                | 2013                  |                |
| ------------ | --------------------- | ---------------------------- | -------------------------- | -------------- | --------------------- | ------------------- | --------------------- | -------------- | --------------------- | -------------- |
|              | Numero imprese attive | % Provinciale Imprese attive | % Regionale Imprese attive | Numero addetti | % Provinciale Addetti | % Regionale Addetti | Numero imprese attive | Numero addetti | Numero imprese attive | Numero addetti |
| Acquafondata | 8                     | 0,02%                        | 0,002%                     | 11             | 0,01%                 | 0,001%              | 8                     | 11             | 9                     | 14             |
| Frosinone    | 33.605                |                              | 7,38%                      | 106.578        |                       | 6,92%               | 34.015                | 107.546        | 35.081                | 111.529        |
| Lazio        | 455.591               |                              |                            | 1.539.359      |                       |                     | 457.686               | 1.510.459      | 464.094               | 1.525.471      |

Nel 2015 le 8 imprese operanti nel territorio comunale, che rappresentavano lo 0,02% del totale provinciale (33.605 imprese attive), hanno occupato 11 addetti, lo 0,01% del dato provinciale; in media, ogni impresa nel 2015 ha occupato poco più di un addetto (1,38).

## Geografia antropica
Il territorio comunale è caratterizzato da due nuclei abitati: Acquafondata capoluogo, sede del Municipio, e Casalcassinese, frazione di circa settanta abitanti. Casalcassinese a sua volta è formato da diversi nuclei, piccole borgate che si estendono in una verde vallata all'altitudine di 750 m s.l.m. in prossimità del confine molisano.

## Infrastrutture e trasporti

### Strade
Il paese di Acquafondata è collegato tramite la Strada Provinciale SP41 ai paesi limitrofi di Vallerotonda e Viticuso.

## Amministrazione
Nel 1902 cessò l'unificazione amministrativa con Viticuso e Casalcassinese. Viticuso riottenne l'autonomia comunale mentre Casalcassinese rimase unito ad Acquafondata.
Nel 1927, a seguito del riordino delle circoscrizioni provinciali stabilito dal regio decreto n. 1 del 2 gennaio 1927, per volontà del governo fascista, quando venne istituita la provincia di Frosinone, Acquafondata passò dalla provincia di Caserta a quella di Frosinone.

### Alte informazioni amministrative
- Fa parte della Comunità montana Valle di Comino

## Sport

### Escursionismo
Il Gruppo Escursionisti di Acquafondata (G.E.A.) organizza passeggiate ed eventi tra le vette più belle dei monti del territorio. 

### Impianti sportivi
- Stadio comunale "Santa Maria", che prende il nome dalla vicina ex chiesa di S. Maria in Centumcellis.Panorama dal monte Selva.

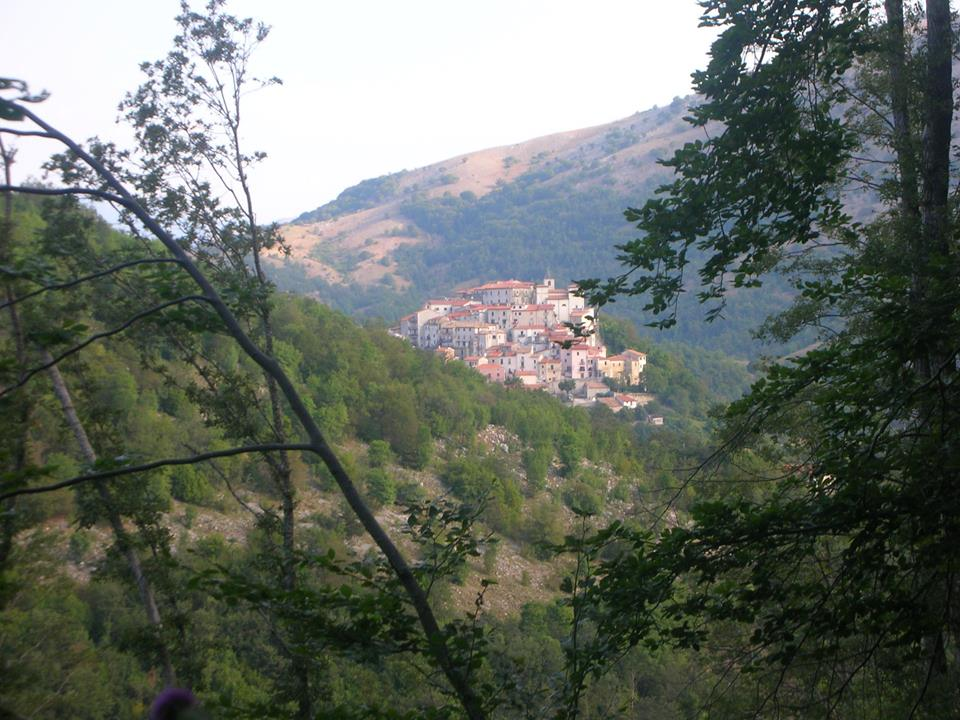
Panorama dal monte Selva.